# Cocktail Molotov
Acest articol se referă la bomba artizanală. Pentru alte utilizări ale acestui nume de familie, vedeți Molotov (dezambiguizare).

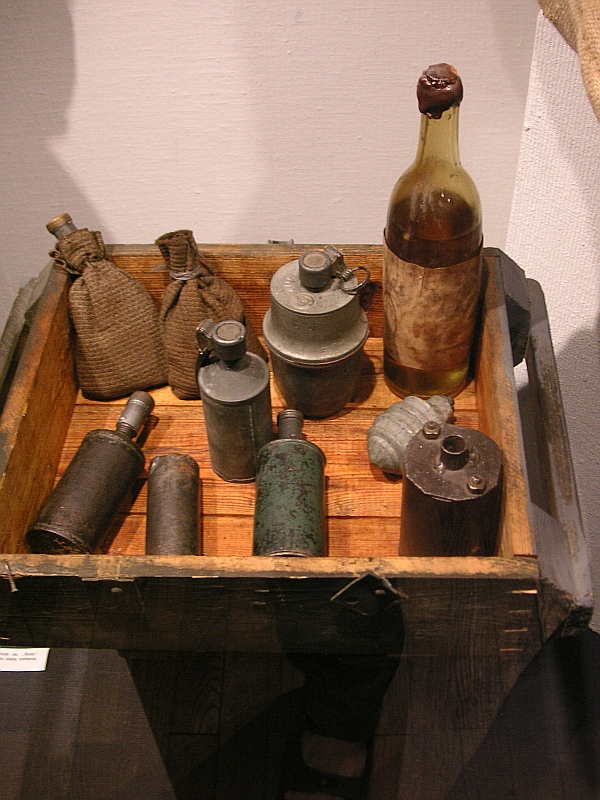
Cocktailuri Molotov care s-au folosit în timpul revoltei varșoviene

Cocktail Molotov este o bombă incendiară artizanală, un amestec de anumite produse inflamabile (ex. benzină) cu ulei de motor și un recipient de sticlă.
În modelele clasice, o cârpă sau bucată de pânză așezată în locul dopului servește de fitil. Se aprinde fitilul și se lansează. La spargerea sticlei se împrăștie conținutul care intră în contact cu flacăra fitilului și se incendiază. Uleiul de motor face ca benzina să se lipească de orice suprafață.
Cocktailul de impact în loc de fitil folosește acid sulfuric și potasiu. Lansând bomba, sticla se sparge și acidul întră în contact cu potasiul generând o puternică reacție exotermică (urcare bruscă de temperatură), care face să inflameze combustibilul. În plus pe lângă daunele provocate de foc, trebuie să adăugăm și efectul coroziv al acidului. Altă caracteristică a bombei cu acid în înfruntări nocturne nu arată poziția aruncătorului.
A fost folosit în timpul Războiului civil spaniol 1936-1939, dar denumirea provine de la utilizarea lui în Războiul Ruso-Finlandez, pe atunci Veaceslav Molotov (ministru de externe a Uniunii Sovietice) anunța prin intermediul radioului populația finlandeză, că armata rusă nu bombardează ci trimite alimente; finlandezii au răspuns în felul următor „dacă Molotov pune mâncarea, noi vom pune cocktailurile”. Această armă era utilizată ca armă antitanc și avea un efect demoralizator pentru inamic.
S-au folosit în general în conflicte urbane, datorită ușurinței de fabricare și costului scăzut. De asemenea se folosește în diverse proteste violente la mitinguri în confruntările cu poliția.